# Minamisōma
Minamisōma (南相馬市 Minamisōma-shi?) este un municipiu din Japonia, prefectura Fukushima.